# Saint-Cyprien, Dordogne
Saint-Cyprien (okcitansko Sent Cibra) je naselje in občina v francoskem departmaju Dordogne regije Akvitanije. Leta 2008 je naselje imelo 1.557 prebivalcev.

## Geografija
Kraj leži v pokrajini Périgord Noir ob reki Dordogne, 54 km jugovzhodno od Périgueuxa.

## Uprava
Saint-Cyprien je sedež istoimenskega kantona, v katerega so poleg njegove, vključene še občine Allas-les-Mines, Audrix, Berbiguières, Bézenac, Castels, Coux-et-Bigaroque, Les Eyzies-de-Tayac-Sireuil, Marnac, Meyrals, Mouzens, Saint-Chamassy, Saint-Vincent-de-Cosse in Tursac s 6.956 prebivalci.
Kanton Saint-Cyprien je sestavni del okrožja Sarlat-la-Canéda.

## Zanimivosti
- cerkev sc. Ciprijana iz 13. in 14. stoletja,
- château de Fages iz 15. in 16. stoletja,
- château de Saint-Cyprien iz 18 do 20. stoletja,

## Pobratena mesta
- Mackenheim (Bas-Rhin, Alzacija);